# Douglas Hogg (3. wicehrabia Hailsham)
Douglas Martin Hogg, 3. wicehrabia Hilsham (ur. 5 lutego 1945), brytyjski arystokrata, prawnik i polityk, syn Quintina Hogga, 2. wicehrabia Hailsham, który zrezygnował z tytułu w 1963 r. i który otrzymał dożywotni tytuł parowski barona Hailsham of St Marylebone, oraz Mary Evelyn Martin, córki Richarda Martina.
Wykształcenie odebrał w Eton College oraz w Christ Church na Uniwersytecie w Oksfordzie, który ukończył w 1968 r. z dyplomem z historii. W 1967 r. został przewodniczącym Oxford Union. W 1968 r. rozpoczął praktykę adwokacką. W 1990 r. został Radcą Królowej. W 1979 r. dostał się do Izby Gmin jako reprezentant Partii Konserwatywnej, wygrywając wybory w okręgu Grantham. Wybory wygrał większością 18 150 głosów. Od tamtej pory nieprzerwanie zasiada w Izbie Gmin. Po likwidacji okręgu Grantham w 1997 r. Hogg reprezentuje okręg wyborczy Sleaford and North Hykeham.
Początkowo był członkiem parlamentarnej komisji rolnictwa, rybołówstwa i żywności. W 1982 r. został parlamentarnym prywatnym sekretarzem naczelnego sekretarza skarbu Leona Brittana. W latach 1983–1984 był rządowym whipem. W 1986 r. został parlamentarnym podsekretarzem stanu w Home Office, a w 1989 r. został ministrem stanu w departamencie handlu i przemysłu, odpowiedzialnym za przemysł i rozwój.
Kiedy premierem został w 1990 r. John Major Hogg został przeniesiony do Foreign Office. W 1992 r. został członkiem Tajnej Rady. W 1995 r. został członkiem gabinetu jako minister rolnictwa, rybołówstwa i żywności. Na tym stanowisku pozostał do wyborczej porażki konserwatystów w 1997 r.
Po wyborach był członkiem komisji spraw wewnętrznych. Z członkostwa w tej komisji zrezygnował w 1998 r. i od tamtej pory zasiada w tylnych ławach parlamentu. Po śmierci ojca w 2001 r. odziedziczył tytuł 3. wicehrabiego Hailsham, ale w związku z reformą Izby Lordów w 1999 r., która usunęła z niej parów dziedzicznych, Hogg mógł pozostać w Izbie Gmin. Po skandalu związanym z wydatkami deputowanych Hailsham ogłosił w maju 2009 r., że nie wystartuje w najbliższych wyborach parlamentarnych.
W 1968 r. poślubił Sarah Boyd-Carpenter (ur. 14 maja 1946), córkę Johna Boyda-Carpentera, barona Boyd-Carpenter, i Margaret Hall, córki podpułkownika George'a Halla. Douglas i Sarah mają razem syna i córkę:
- Charlotte Mary Hogg (ur. 26 sierpnia 1970)
- Quintin John Neil Martin Hogg (ur. 12 października 1973)